# Toyota Corona

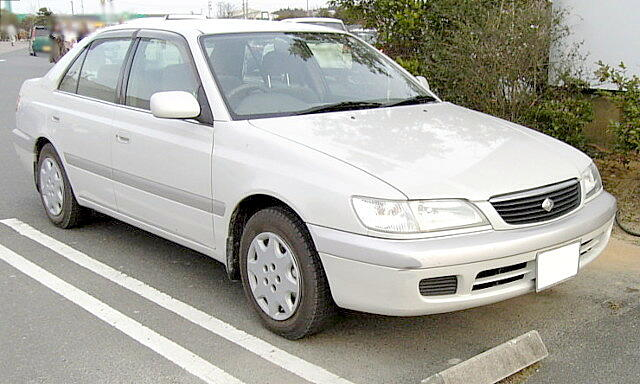
Elfde generatie Toyota Corona

De Toyota Corona (Noord-Amerika en Australië: Toyota Tiara) is een automodel dat geproduceerd werd door de Japanse autofabrikant Toyota. Dit model werd van 1957 tot 2001 geproduceerd. De Toyota Corona werd in Europa vervangen door de Toyota Avensis, in Japan door de Toyota Premio en in Pacifisch-Azië en Noord- en Zuid-Amerika door de Toyota Camry.
De elfde en laatste generatie was alleen leverbaar voor de Japanse markt tot december 2001.

## Toyopet Corona T10

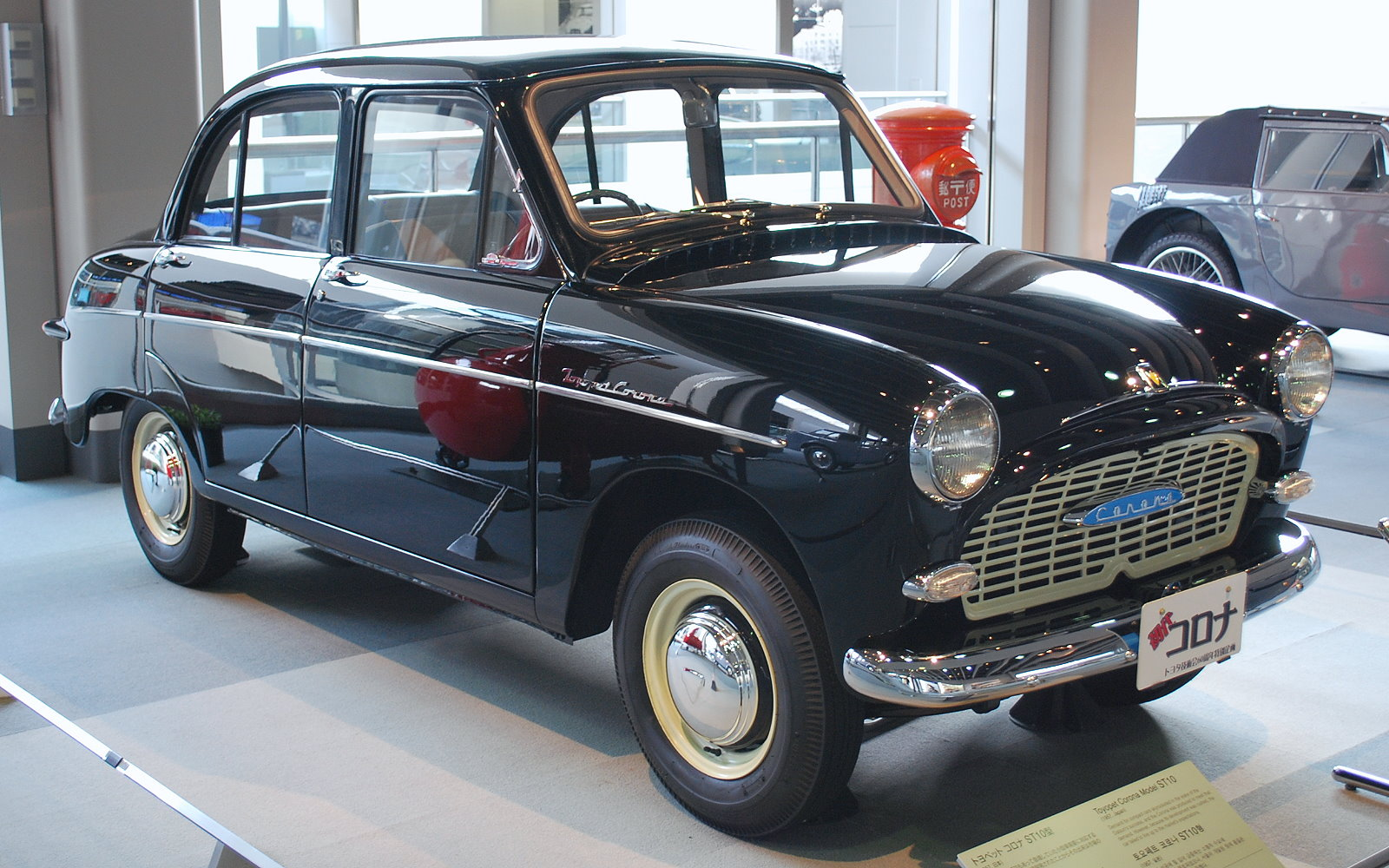
Toyota Corona T10

De eerste generatie Corona werd verkocht als Toyopet Corona vanaf juli 1957. De taxi-industrie bezat de meeste invloed over de Japanse automarkt in het midden van de jaren '50, en Datsun had nagenoeg het monopolie op het productieaanbod van kleine taxi's. Toyota leidde de private automarkt en de middelgrote-taximarkt met de Toyota Crown, echter wilde Toyota de markt voor kleine voertuigen met een motor kleiner dan 1000 cc betreden. Toyota zocht de hulp van Kanto Auto Works en gebruikte carrosseriedelen van reeds bestaande modellen, zoals de Toyota Crown en Toyopet Master.
De Toyopet Corona werd alleen verkocht in Toyopet-winkels, terwijl de Toyota Crown verkocht werd bij Toyota-dealers. De Corona werd aanvankelijk verkocht als vierdeurs sedan (ST10), en vanaf 1958 als driedeurs bestelwagen (T16V). De Toyopet Corona T10 is achterwielaangedreven, en heeft de 995 cc of 1 liter S watergekoelde viercilinder benzinemotor met een maximaal vermogen van 24,22 kW of 33 pk bij 4500 tpm en een maximaal koppel van 63,7 Nm bij 2800 tpm. Deze motor is eerder toegepast in de ToyoAce.
In oktober 1959 werd de S motor vervangen door de 997 cc of 1,0 liter P watergekoelde viercilinder benzinemotor. Deze motor heeft een maximaal vermogen van 33 kW of 45 pk bij 5000 tpm en een maximaal koppel van 68,6 Nm bij 3200 tpm. Tegelijkertijd onderging de Corona T10 een facelift waarbij de grille een gaaspatroon kreeg en de achterbank nu plaats bood aan drie personen in plaats van twee.
De Corona ST10 was het eerste automodel van Toyopet/Toyota dat een monocoque chassis heeft. Dit model heeft een voorwielophanging met dubbele draagarmen, en een achterwielophanging met vaste, half-elliptische bladveren.
De Toyopet Corona T10 is 3912 mm lang, 1470 mm breed en 1555 mm hoog, en weegt 960 kg.

## Toyopet Corona T20
De tweede generatie Corona werd geïntroduceerd in april 1960. Het design van de tweede generatie heeft een meer traditioneel, hoekig silhouette. Alle modellen met de 1,0 liter P motor hebben een achterwielophanging met cantilever schokdempers, bladveren en schroefveren. Dit ontwerp bleek echter problematisch te zijn op onverharde wegen, en werd vervangen door een wielophanging met een starre as met half-ovale bladveren.
In maart 1961 werd de Corona 1500 (RT20) aan het leveringsgamma toegevoegd. Dit model heeft de 1453 cc of 1,5 liter R viercilinder benzinemotor met een maximaal vermogen van 45 kW of 61 pk bij 4400 tpm en een maximaal koppel van 108 Nm bij 2600 tpm. In oktober 1961 werd de Corona Deluxe-uitvoering (RT20D) toegevoegd, gericht op de private automarkt. Daarnaast werd een tweetraps Toyoglide automatische transmissie met een Saxomat elektromagnetische koppeling geïntroduceerd.
In november 1962 werd een overeenkomst gesloten met Australian Motor Industries Ltd. (AMI) dat in Australië de assemblage van de Toyota Tiara zou gaan plaatsvinden. In 1963 begon het complete knocked down-proces in de fabriek te Port Melbourne, Victoria.
In 1964 werd de 1897 cc of 1,9 liter 3R viercilinder benzinemotor geïntroduceerd voor de Noord-Amerikaanse Toyota Tiara. 

## Toyota Corona Premio T210

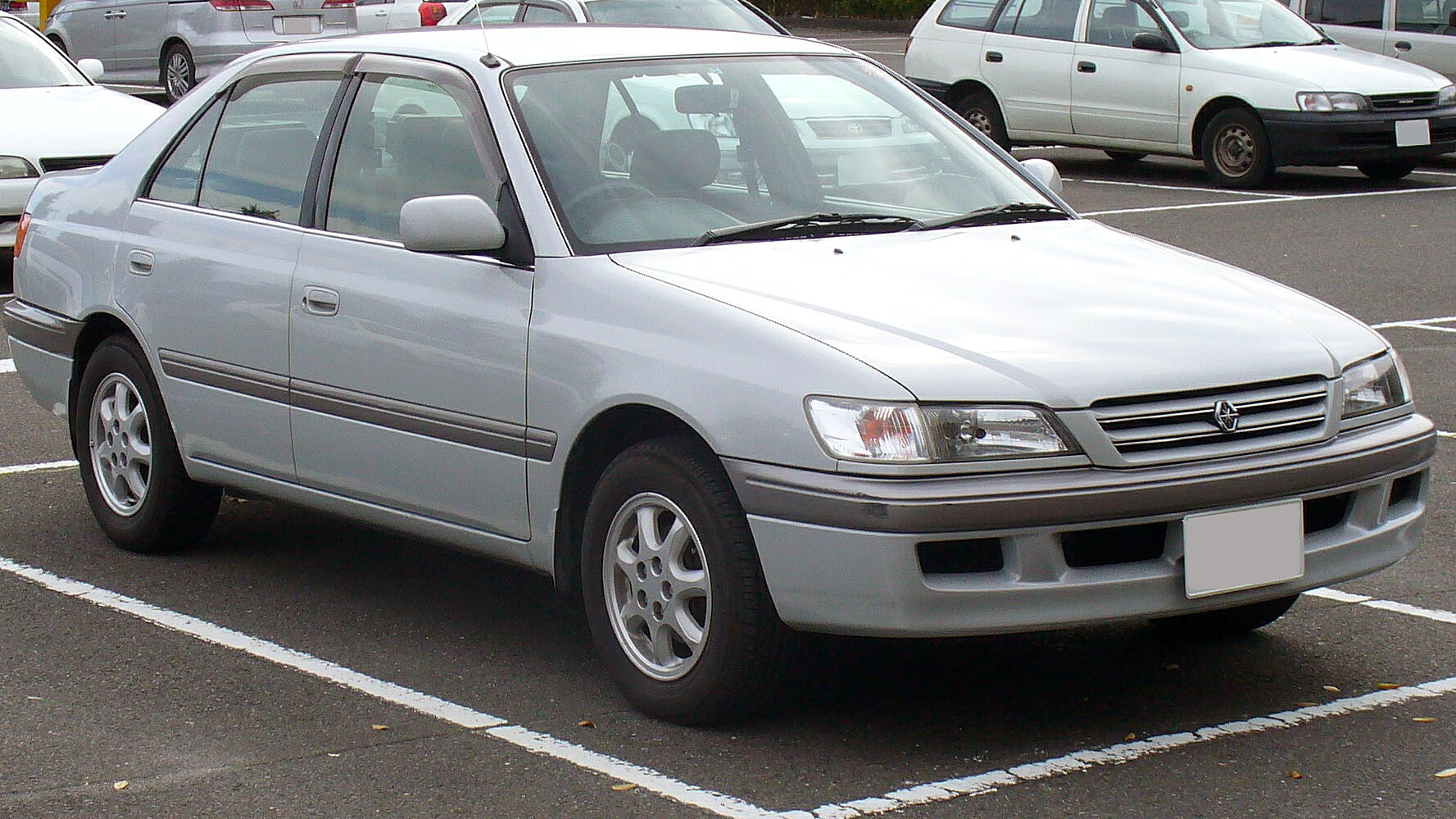
Toyota Corona Premio

De elfde en laatste generatie Corona werd geproduceerd voor de Japanse markt van 1996 tot 2001. Deze generatie kreeg 'Premio' (Spaans voor 'beloning') als toevoeging aan de modelnaam. De Japanse acteurs Akinobu Ogata en Toshiji Kobayashi speelden in televisiecommercials om dit automodel te verkopen. Dit model werd opgevolgd door de Toyota Premio in december 2001 en beëindigde na 44 jaar de modelnaam Corona.

### Aandrijving
Alle Toyota Corona Premio T210 modellen hebben de motor voorin het voertuig liggen en deze is dwarsgeplaatst. Deze generatie werd geleverd met zowel benzine- als dieselmotoren. Daarnaast was de elfde generatie leverbaar met zowel voorwiel- als vierwielaandrijving, en met handgeschakelde - of automatische versnellingsbak.

### Veiligheid
Dubbele SRS airbags, antiblokkeersysteem, driepunts-veiligheidsgordel met gordelspanner waren standaard op ieder model. Het nieuwe chassis verbeterde de rigiditeit van de cabine waardoor de passieve veiligheid van de inzittenden werd vergroot. Hiermee oversteeg de Corona Premio de Japanse en Europese veiligheidseisen van oktober 1998 met 40%.

### Modellen
Iedere Corona Premio met het Premio EN Package werd uitgerust met de 3S-FE benzinemotor met vierwielaandrijving. Het speciale D-4 pakket vierde het veertigjarig bestaan van de Toyota Corona met een model gebaseerd op het Premio G-model. Deze kwam met 14 inch lichtmetalen velgen, lederen stoelen en een zijdeglans parelmoer carrosseriekleur. Verder werd dit model uitgerust met de 3S-FSE benzinemotor met directe injectie. Een Corona Premio weegt afhankelijk van de motor- en transmissieconfiguratie tussen de 1110 en 1310 kilogram.
| Modelcode | Modelcode                    | Slagvolume           | Vermogen                      | Koppel                | Aandrijving         | Transmissie                                             |
| --------- | ---------------------------- | -------------------- | ----------------------------- | --------------------- | ------------------- | ------------------------------------------------------- |
| AT210     | 4A-FE                        | 1587 cc of 1,6 liter | 77 kW of 105 pk bij 5600 tpm  | 139,3 Nm bij 4400 tpm | voorwielaandrijving | handgeschakelde vijfversnellingsbak; viertraps automaat |
| AT211     | 7A-FE                        | 1762 cc of 1,8 liter | 85 kW of 115 pk bij 5400 tpm  | 154,9 Nm bij 2800 tpm | voorwielaandrijving | handgeschakelde vijfversnellingsbak; viertraps automaat |
| ST210     | 3S-FE                        | 1998 cc of 2,0 liter | 103 kW of 140 pk bij 6000 tpm | 186,3 Nm bij 4400 tpm | voorwielaandrijving | viertraps automaat                                      |
| ST210     | 3S-FSE (D4 directe injectie) | 1998 cc of 2,0 liter | 107 kW of 145 pk bij 6000 tpm | 196 Nm bij 4400 tpm   | voorwielaandrijving | viertraps automaat                                      |
| ST215     | 3S-FE                        | 1998 cc of 2,0 liter | 99 kW of 135 pk bij 6000 tpm  | 181,4 Nm bij 4400 tpm | vierwielaandrijving | handgeschakelde vijfversnellingsbak; viertraps automaat |
| CT210     | 2C-T                         | 1974 cc of 2,0 liter | 65 kW of 88 pk bij 4000 tpm   | 176,5 Nm bij 2200 tpm | voorwielaandrijving | handgeschakelde vijfversnellingsbak; viertraps automaat |
| CT211     | 3C-TE                        | 2184 cc of 2,2 liter | 69 kW of 94 pk bij 4000 tpm   | 205,9 Nm of 2200 tpm  | voorwielaandrijving | handgeschakelde vijfversnellingsbak; viertraps automaat |
| CT215     | 2C-T                         | 1974 cc of 2,0 liter | 65 kW of 88 pk bij 4000 tpm   | 176,5 Nm bij 2200 tpm | vierwielaandrijving | handgeschakelde vijfversnellingsbak                     |
| CT216     | 3C-TE                        | 2184 cc of 2,2 liter | 69 kW of 94 pk bij 4000 tpm   | 205,9 Nm of 2200 tpm  | vierwielaandrijving | viertraps automaat                                      |

Personenauto's (leverbaar): Aygo · bZ4X · Camry · Corolla · C-HR · Highlander · Land Cruiser · Mirai · Prius · RAV4 · (GR) Supra · Yaris · Yaris Cross

Bedrijfswagens: Hilux · Proace

Niet meer leverbaar: 1000 · 2000GT · 4Runner · Auris · Avensis · Avensis Verso · Carina · Celica · Corolla Verso · Corona · Cressida · Crown · Dyna · FunCruiser · GT86 · Hiace · iQ · LiteAce · MR2 · Paseo · Picnic · Previa · Starlet · Tercel · Urban Cruiser · Verso · Verso-S · Yaris Verso